# Scopula agraria
Scopula agraria là một loài bướm đêm trong họ Geometridae.